# Сушки (Кременчуцький район)
Су́шки — село в Україні, у Козельщинській селищній громаді Кременчуцького району Полтавської області. Населення становить 736 осіб. До 2017 орган місцевого самоврядування — Пригарівська сільська рада.

## Географія
Село Сушки знаходиться на правому березі річки Сухий Кобелячок, вище за течією на відстані 2 км розташоване село Сухий Кобелячок, нижче за течією на відстані 2 км розташоване село Олександрія (Кременчуцький район).

## Історія
12 червня 2020 року, відповідно до розпорядження Кабінету Міністрів України № 721-р «Про визначення адміністративних центрів та затвердження територій територіальних громад Полтавської області», село увійшло до складу Козельщинської селищної громади.
19 липня 2020 року, в результаті адміністративно - територіальної реформи та ліквідації Козельщинського району, село увійшло до складу новоутвореного Кременчуцького району.

## Економіка
- ПП «Батьківщина».

## Об'єкти соціальної сфери
- Школа І-ІІ ст.

## Відомі люди
- Боженко Борис Олександрович (1889—1974) — вчений-ентомолог, доктор сільськогосподарських наук, професор.